# Distretto di Brčko
Il distretto di Brčko (in alfabeto latino Brčko Distrikt; in cirillico Брчко Дистрикт) è un'unità amministrativa autonoma sotto la sovranità della Bosnia ed Erzegovina, si trova nella parte nord-orientale del paese. Formalmente fa parte di entrambe le entità bosniache: la Federazione e la Repubblica Serba.
Il distretto rimane sotto la supervisione della comunità internazionale. Il distretto di Brčko copre un'area di 493 km² e ha circa 93 000 abitanti (nel 2013); la sua sede si trova nella città di Brčko. 
Il distretto non ha bandiera, né stemma: usa la bandiera e lo stemma federale della Bosnia ed Erzegovina, come deciso dal Decreto istitutivo.

## Storia
Il distretto di Brčko fu costituito ufficialmente l'8 marzo 2000, un anno dopo un processo di arbitraggio per violazione degli accordi di pace di Dayton riguardante una parte contesa della linea di confine inter-entità (IEBL).
Il distretto di Brčko fu formato dall'intero territorio della municipalità di Brčko, della quale il 48% (inclusa la città di Brčko) è nella Repubblica Serba di Bosnia ed Erzegovina, mentre il 52% è nella Federazione di Bosnia ed Erzegovina. Dopo la guerra l'Unione europea ha mantenuto una presenza diplomatica di peacekeeping nell'area.

## Popolazione
Prima della guerra la Municipalità di Brčko aveva 87.332 abitanti (censimento del 1991), 45% dei quali bosgnacchi, 25% croati, 21% serbi, 6% jugoslavi e 3% altri.
Al primo censimento post conflitto svolto nel 2013, la popolazione risultava così composta:
- bosgnacchi - 35.381 (42,36%)
- serbi - 28.884 (34,58%)
- croati - 17.252 (20,66%)
- altre nazionalità - 1.899 (2,28%)